# Ariccia
Ariccia település Olaszországban, Lazio régióban, Róma megyében. Lakosainak száma 17 987 fő (2023. január 1.). Ariccia Aprilia, Ardea, Lanuvio, Rocca di Papa, Albano Laziale, Genzano di Roma és Nemi községekkel határos.

## Népesség
A település népességének változása:
| Lakosok száma | 19 118 | 18 851 | 17 987 |
|               | 2017   | 2018   | 2023   |